# 聖安道天主堂

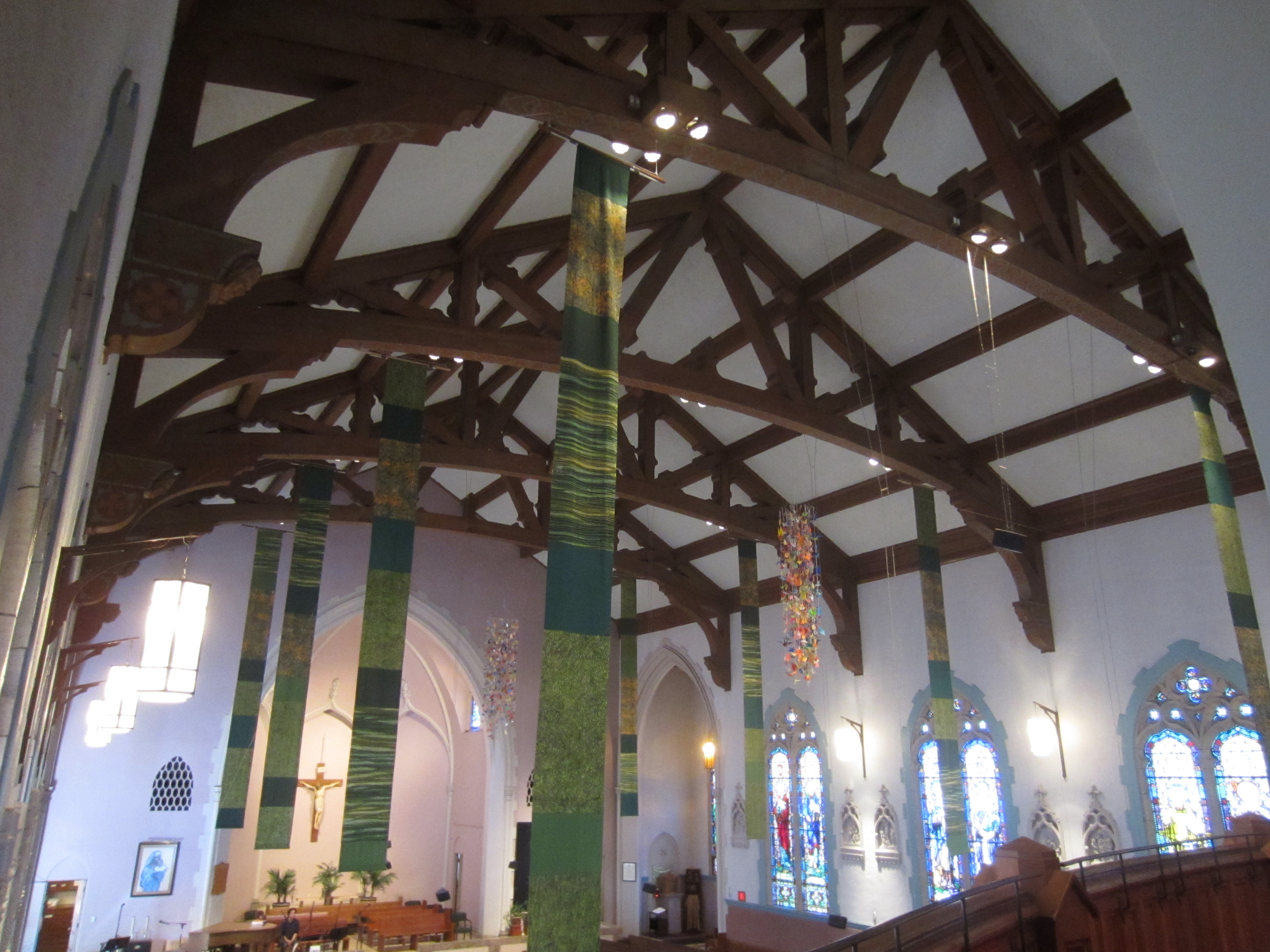
2019年教堂內部

聖安道天主堂（英語：St. Andrew Catholic Church）位於美國俄勒岡州砵蘭東北部。截至2017年，該堂每週舉行兩次西班牙語彌撒及一次瑪雅語彌撒。

## 歷史
該堂於2011年主辦年度全國瑪雅會議。2019年，儘管大主教亞歷山大·薩普不贊成，堂區居民還是參加了砵蘭的年度驕傲遊行。

## 外部連結
- 维基共享资源上的相關多媒體資源：聖安道天主堂
- 官方网站